# Смоленка (Тюменская область)
Смоленка — деревня в Абатском районе Тюменской области России. Входит в Шевыринское сельское поселение.

## История
Основана в 1890 г. В 1928 г. поселок Смоленский состоял из 128 хозяйств, основное население — русские. Центр Смоленского сельсовета Крутинского района Омского округа Сибирского края.

## Население
| 1989 | 2002 | 2010 |
| ---- | ---- | ---- |
| 126  | ↘115 | ↘97  |